# Johann Lukas Schönlein

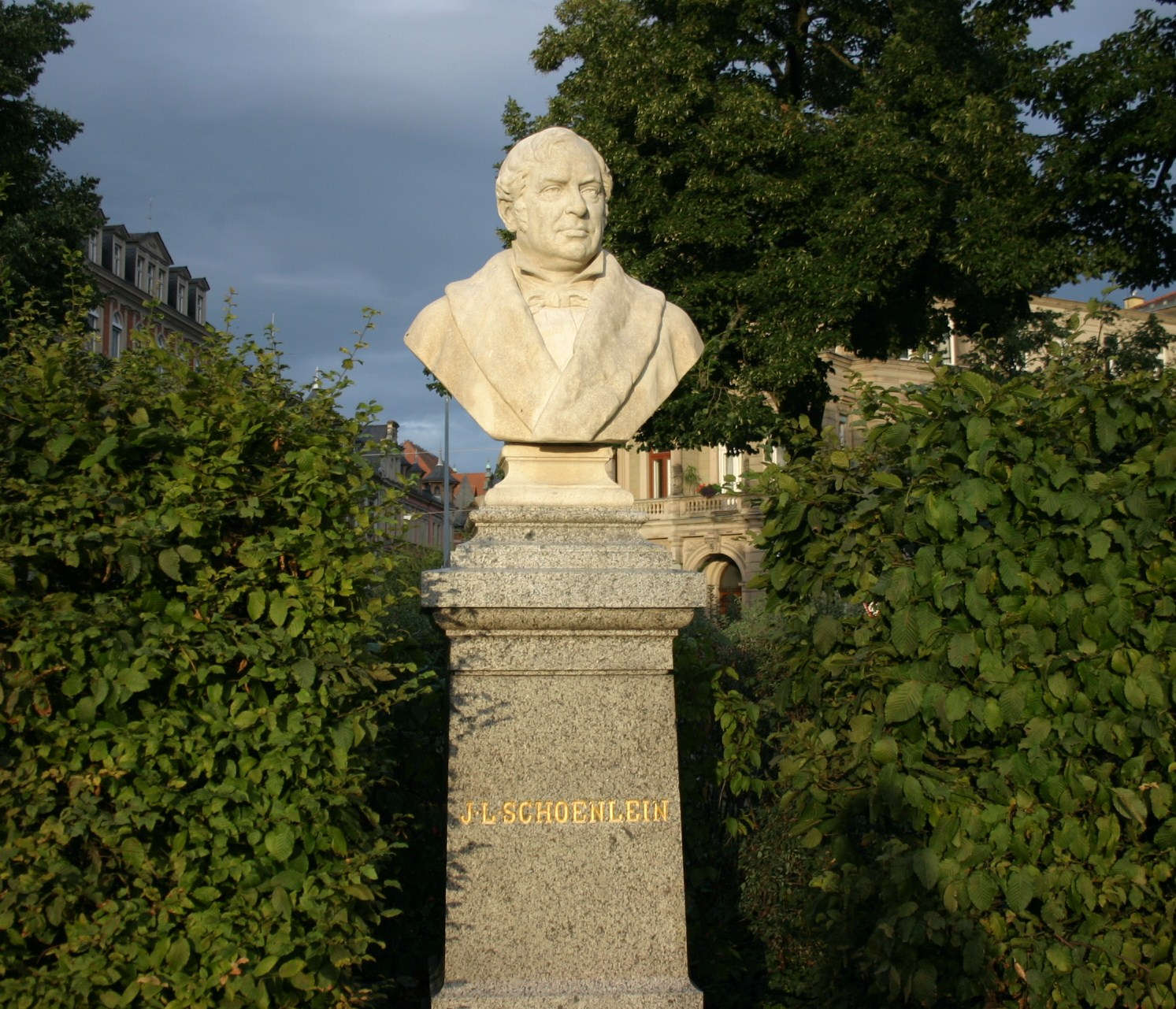
Byst över Schönlein i Bamberg

Johann Lukas Schönlein, född 30 november 1793 i Bamberg, död där 23 januari 1864, var en tysk läkare.
Schönlein blev 1816 medicine doktor, 1817 docent i patologisk anatomi samt 1820 extra ordinarie och 1824 ordinarie professor i invärtes medicin i Würzburg. Därifrån avskedades han 1830 av politiska orsaker, kallades 1833 till professor i Zürich och var 1839-59 professor i Berlin. Med stor kraft uppträdde Schönlein mot den dittills inom medicinen rådande naturfilosofiska riktningen, vilken han ville ersätta med en exakt, på fysik och kemi grundad forskning. Härigenom blev han en av den moderna medicinens grundläggare, liksom han genom det sätt, på vilket han anordnade sin undervisning, blev en banbrytare för den senare kliniken. Schönleins litterära verksamhet var mycket obetydlig; den inskränker sig till hans gradualavhandling Von der Hirnmetamorphose (1816), några akademiska program samt avhandlingen Über Kristalle im Darmkanal bei Typhus abdominalis (1836) och Zur Pathogenie der Impetigines (1839). Det medicinska system, som han utarbetat, offentliggjordes aldrig av honom men kännedomen om detsamma finns genom skriften Klinische Vorträge in der Charité (1842, redigerade av Güterbock).
En av Schönleins kända elever var Rudolf Virchow.